# RJ Mitte
RJ Mitte, właśc. Roy Frank Mitte III (ur. 21 sierpnia 1992 w Lafayette) – amerykański aktor, występował w roli Waltera White’a Jr. w amerykańskim serialu telewizyjnym Breaking Bad. Ma mózgowe porażenie dziecięce.

## Filmografia

### Filmy
- 2011: Stump jako Tim (film krótkometrażowy)
- 2013: Weird Science 2: Strange Chemistry jako Nerd (film krótkometrażowy)
- 2013: House of Last Things jako Tim
- 2015: Who’s Driving Doug jako Doug
- 2015: Dixieland jako CJ
- 2017: Zanosi się na burzę (The Recall) jako Brendan
- 2019: Standing up for Sunny jako Travis
- 2021: Triumf (Triumph) jako Mike

### Seriale
- 2007: Hannah Montana jako School Jock
- 2008–2013: Breaking Bad jako Walter „Flynn” White Jr.
- 2013: Vegas jako Russ Auster
- 2014: Switched at Birth jako Campbell Bingman